# Kalinagar
Kalinagar è una suddivisione dell'India, classificata come nagar panchayat, di 9.984 abitanti, situata nel distretto di Pilibhit, nello stato federato dell'Uttar Pradesh. In base al numero di abitanti la città rientra nella classe V (da 5.000 a 9.999 persone).

## Geografia fisica
La città è situata a 28° 37' 0 N e 80° 5' 60 E e ha un'altitudine di 183 m s.l.m..

## Società

### Evoluzione demografica
Al censimento del 2001 la popolazione di Kalinagar assommava a 9.984 persone, delle quali 5.273 maschi e 4.711 femmine. I bambini di età inferiore o uguale ai sei anni assommavano a 1.956, dei quali 990 maschi e 966 femmine. Infine, coloro che erano in grado di saper almeno leggere e scrivere erano 3.413, dei quali 2.355 maschi e 1.058 femmine.